# Вегерия

Карта вегерий Каталонии (c 2006)

Вегери́я (кат. vegueria, от лат. vicarius) — одна из восьми областей, на которые согласно статуту 2006 года делится автономное сообщество Каталония. По размерам вегерия несколько меньше современной административной единицы третьего уровня Испании — провинции. Соответственно, 
административное деление Каталонии не совпадает с делением других испанских автономных провинций.
С XIII до XVIII века это была административная единица третьего уровня: муниципалитеты — районы (комарки) — вегерия — страна. Ранее вегерии также существовали в каталонских землях на территории современной Франции. В 1716 году декретами Нуэва Планта вегерии отменены на территории Южной Каталонии, а во время Французской революции 1790-х годов — также на территории Северной Каталонии.
В 1931 году Женералитет Каталонии сформировал комиссию для создания новой политико-административной системы Каталонии. В 1933 году реформа по новому административному устройству Каталонии была воплощена в жизнь. Каталония была разделена на 38 районов (комарок) и 9 вегерий.
В 1995 году Общим территориальным планом Каталонии было предусмотрено создание региональных структур, которые должны называться функциональными территориальными единицами (кат. àmbit funcional territorial). На основе этого плана выделены следующие вегерии: (1) столичная единица / Барселона, (2) Кам-де-Таррагона, (3) Центральные комарки, (4) Западная / Льейда, (5) Жирона, (6) Верхние Пиренеи, 7) Валь-д’Аран и (8) Эбре.